# Boekbinden

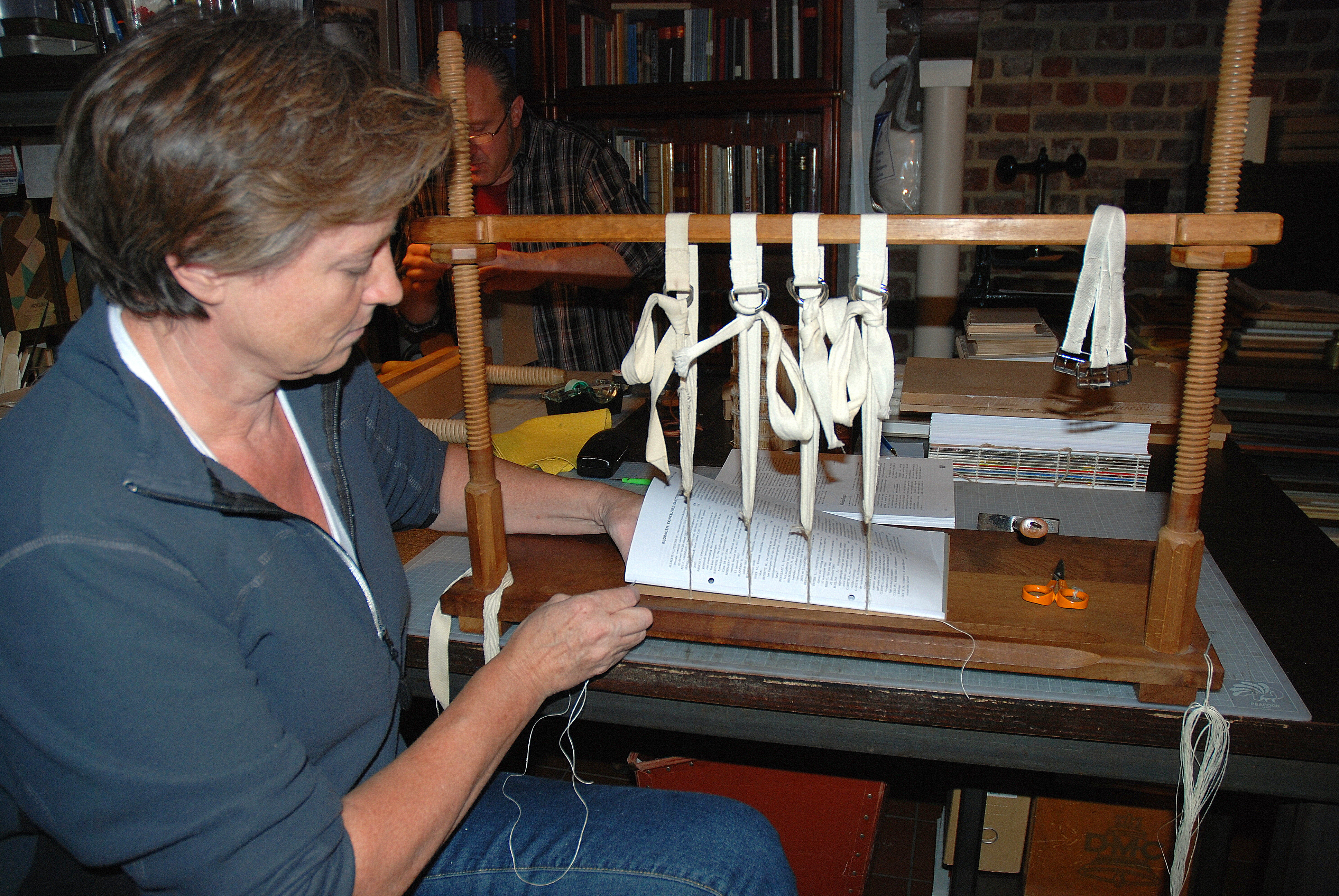
Een boekbindster te Diest

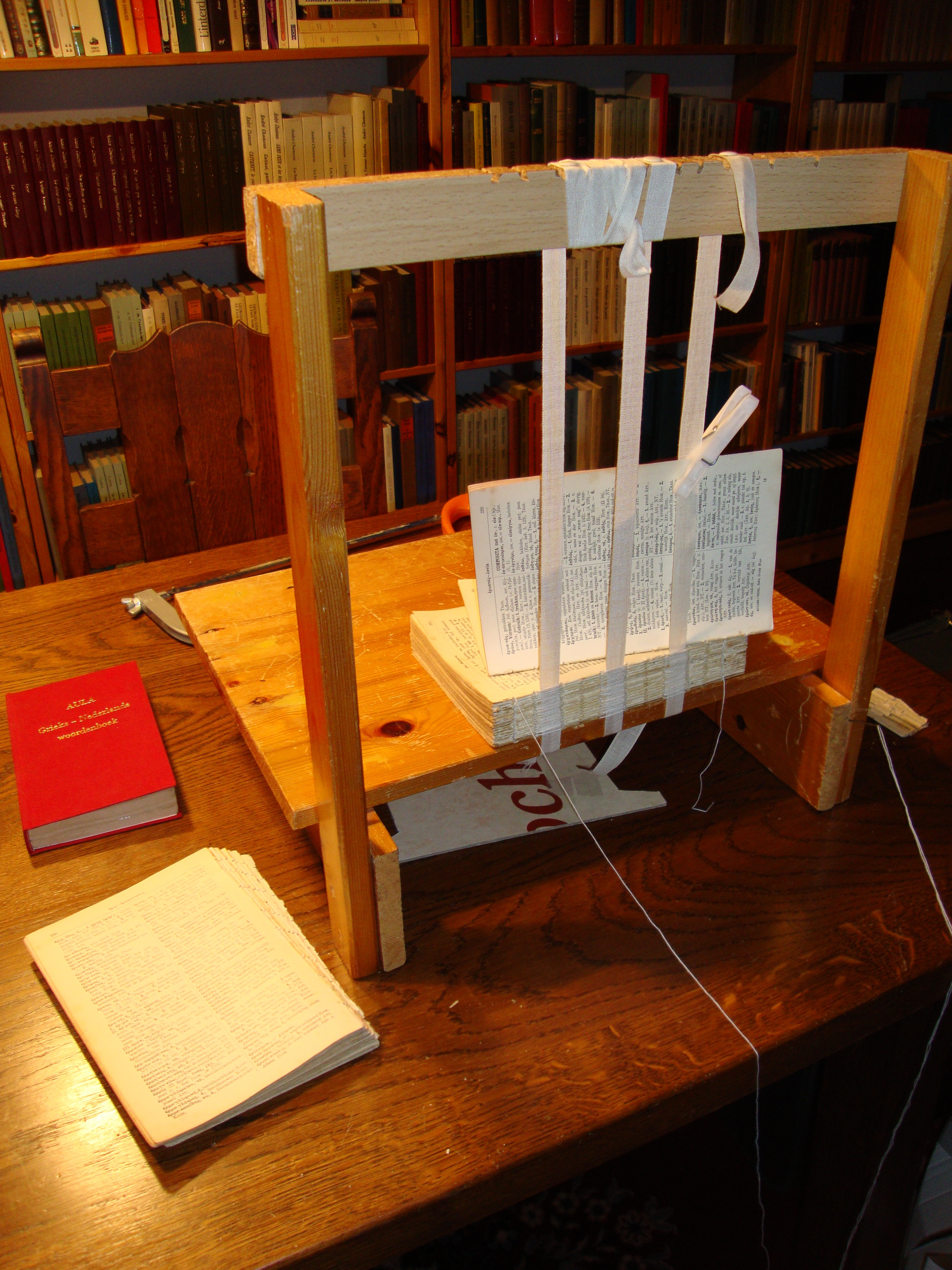
Boekbinden: reparatie van een oud boekblok op een naaibankje: naaien op band

Boekbinden is het fysiek samenstellen van een boek uit een aantal aparte vellen papier of ander materiaal zoals dierenhuid. Het ambacht moet ontstaan zijn in de laatantieke tijd, toen men geschriften niet meer op rollen maar op losse vellen papier ging bewaren. Pas met de komst van de boekdrukkunst is dit ambacht een belangrijke rol gaan vervullen in het bewaren van intellectuele eigendom. De elite ging prat op een eigen bibliotheek waarvan de waardevolste boeken door de boekbinder werden gebonden in leder, met goud op (de) snee en gouden letters op de rug.

## Handboekbinden
Boekbinden met de hand is de oorspronkelijke manier van boekbinden, hoewel al vroeg allerhande materieel en niet elektrisch aangedreven machines het werk voor de boekbinder hebben verlicht: de kartonschaar, de verticale en horizontale pers en de rondzetmachine. De boekbinder in zijn huisambacht gebruikt vandaag de dag als elektrisch aangedreven machines de papiersnijmachine en de goudzetmachine.

## Machinaal boekbinden
Katernen worden in een bindstraat verzameld tot een boekblok, waaromheen een omslag wordt gelijmd. Wanneer de lijm droog is, wordt het boek afgewerkt in een driesnijder. Hier wordt een stukje van de voorzijde en boven- en onderzijde van het boek gesneden om een recht boek te krijgen.

## Soorten binding

### Gebonden (harde band)
Dit is de oorspronkelijke wijze om boeken te binden. Bij deze binding heeft het boek een harde band, die bestaat uit een voorplat, een achterplat en een rug. Tussen de rug en de platten zitten de knepen, die fungeren als scharnieren. De rug is niet rechtstreeks aan het boekblok vastgemaakt, waardoor je de ruimte tussen boekblok en rug ziet als het boek opengeslagen ligt. Een gebonden boek kan juist opengeslagen blijven liggen door die afstand te creëren. Vaak wordt de rug van het boekblok aan de korte zijden afgesloten door een koord, de kapitaalband.
Vaak wordt voor de term 'band' het woord 'kaft' gebruikt. Dit is echter niet juist, kaften is het bekleden van het boek, zoals je dat op school doet met kaftpapier.

### Gelijmd gebonden (paperback)
Hierbij krijgen de boeken een 'slappe', buigzame omslag waaraan de bladzijden zijn vastgelijmd. Deze manier van boekbinden is aanzienlijk goedkoper en wordt dan ook veel gebruikt bij boeken die in grote oplage worden geproduceerd. Hoewel er een adequaat Nederlands woord is voor deze manier van binden, is die er voor het resultaat, het daadwerkelijke boek, niet. Vaak wordt dan de Engelse term paperback gebruikt, al stelt Vindpunt, een website die in het leven is geroepen om Nederlandse equivalenten voor anglicismen te vinden, de woorden 'slappekafter' en 'buigboek' voor.

### Gehecht gebrocheerd
In elkaar gestoken vellen voorzien van twee of meerdere nietjes. Ook is het mogelijk om producten te voorzien van twee of vier oognietjes.

### Garenloos gebrocheerd
Gevouwen katernen worden in de rug gefreesd (opgeruwd) en daarna in het omslag gelijmd. Door de opgeruwde rug hecht de lijm beter aan het papier.
Een andere manier in plaats van frezen is het perforeren van de rug van elk katern. De lijm loopt hierbij in de gaatjes van de perforatie en dit zorgt dan voor een goede hechting. Dit wordt dan ook wel Perfobind genoemd.

### Genaaid gebrocheerd
Katerns worden met garen aan elkaar genaaid en vormen zo een boekblok, daar omheen wordt een omslag aangebracht.